# Nir Davidovich
Nir Davidovich, född 17 december 1976 i Haifa, är en israelisk före detta fotbollsmålvakt. Han spelade för Maccabi Haifa FC under hela sin karriär och gjorde dessutom 51 landskamper för det israeliska landslaget.